# 白鳥央堂
白鳥 央堂（しらとり ひさたか、1987年 - ）は、日本の詩人。静岡県静岡市生まれ。

## 経歴・人物
中学2年の時にロックバンドを結成して曲作りをしたことをきっかけに言葉の世界を意識するようになり、高校時代に寺山修司の詩や俳句に影響を受けて詩作を始め、「現代詩フォーラム」に投稿。武蔵野大学文学部日本語・日本文学科卒業。同人誌活動として、大学の同期である小説家・矢部嵩と2人誌『clearstory』を頒布している。
2009年、第47回現代詩手帖賞受賞。2013年、第1詩集『晴れる空よりもうつくしいもの』（思潮社）で第18回中原中也賞候補、第63回H氏賞候補。2020年2月、第2詩集『想像星座群』（書肆子午線）で第25回中原中也賞候補。

## 作品リスト

### 詩集
- 『晴れる空よりもうつくしいもの』（思潮社、2012年5月）
- 『想像星座群』（書肆子午線、2019年7月）

### 歌集
- 『天窓』（想像星座群、2019年11月）[4]

### 雑誌等掲載作品
詩作品
- 作品＋エッセイ - 『現代詩手帖』2012年6月号（思潮社）
- 「だれのこころにもない物語」 - 『ユリイカ』2013年3月号（青土社）
- 作品 - 『現代詩手帖』2013年4月号（思潮社）
- 「東京、ドゥリームハウス」 - 『現代詩100周年』（TOLTA、2015年10月）
- 「朝焼けのあと」 - 『現代詩手帖』2016年8月号（思潮社）
- 「雪を蹴上げる妹について」 - 『ユリイカ』2017年10月号（青土社）
  - 『現代詩手帖』2017年12月号（思潮社）「【特集】現代詩年鑑2018 アンソロジー」（年間傑作選）に再録された。
- 「風位、ハテ」 - 『子午線 原理・形態・批評』vol.6（書肆子午線、2018年6月）
- 「writing for Winter Wanderlust」 - 『三田文学』2019年2月号（慶應義塾大学出版会）
- 「いちばん遠い草原からの絵手紙」 - 『現代詩手帖』2020年2月号（思潮社）

エッセイ、論考
- 「「星の家から」小論」 - 『中尾太一詩集』（現代詩文庫203、思潮社、2013年7月）巻末
- 「白く、小さな箱」 - 『現代詩手帖』2020年3月号（思潮社）